# Genki no Nai Hi no Komoriuta / Nagaragawa no Hare
Singles de Yūko Nakazawa
Get Along with You
(2003) Do My Best
(2004)
Genki no Nai Hi no Komoriuta / Nagaragawa no Hare (元気のない日の子守唄 / 長良川の晴れ) est le neuvième single en solo de Yūko Nakazawa, sorti en 2004. 

## Présentation
C'est un single "double face A", qui sort le 11 février 2004 au Japon sous le label zetima, écrit et produit par Tsunku. Le single atteint la 42e place du classement de l'Oricon. Il se vend à 4 375 exemplaires la première semaine, et reste classé pendant deux semaines, pour un total de 5 352 exemplaires vendus ; c'est alors la plus faible vente d'un disque de la chanteuse. Les deux chansons du single figureront sur son deuxième album solo qui sort six mois plus tard, Dai Nishō ~Tsuyogari~, puis sur sa compilation Legend de 2008.

## Liste des titres
1. Genki no Nai Hi no Komoriuta (元気のない日の子守唄?)
2. Nagaragawa no Hare (長良川の晴れ?)
3. Genki no Nai Hi no Komoriuta (Instrumental) (元気のない日の子守唄...?)
4. Nagaragawa no Hare (Instrumental) (長良川の晴れ...?)